# Circuit Paul Armagnac
Der Circuit Paul Armagnac, auch als  Circuit de Nogaro bekannt, ist eine permanente Motorsport-Rennstrecke in Nogaro im Arrondissement Condom im südwestlichen Frankreich. Die Rennstrecke wurde 1960 als erste permanente Rennstrecke Frankreichs gebaut und eröffnet.

## Geschichte

### Motorsport

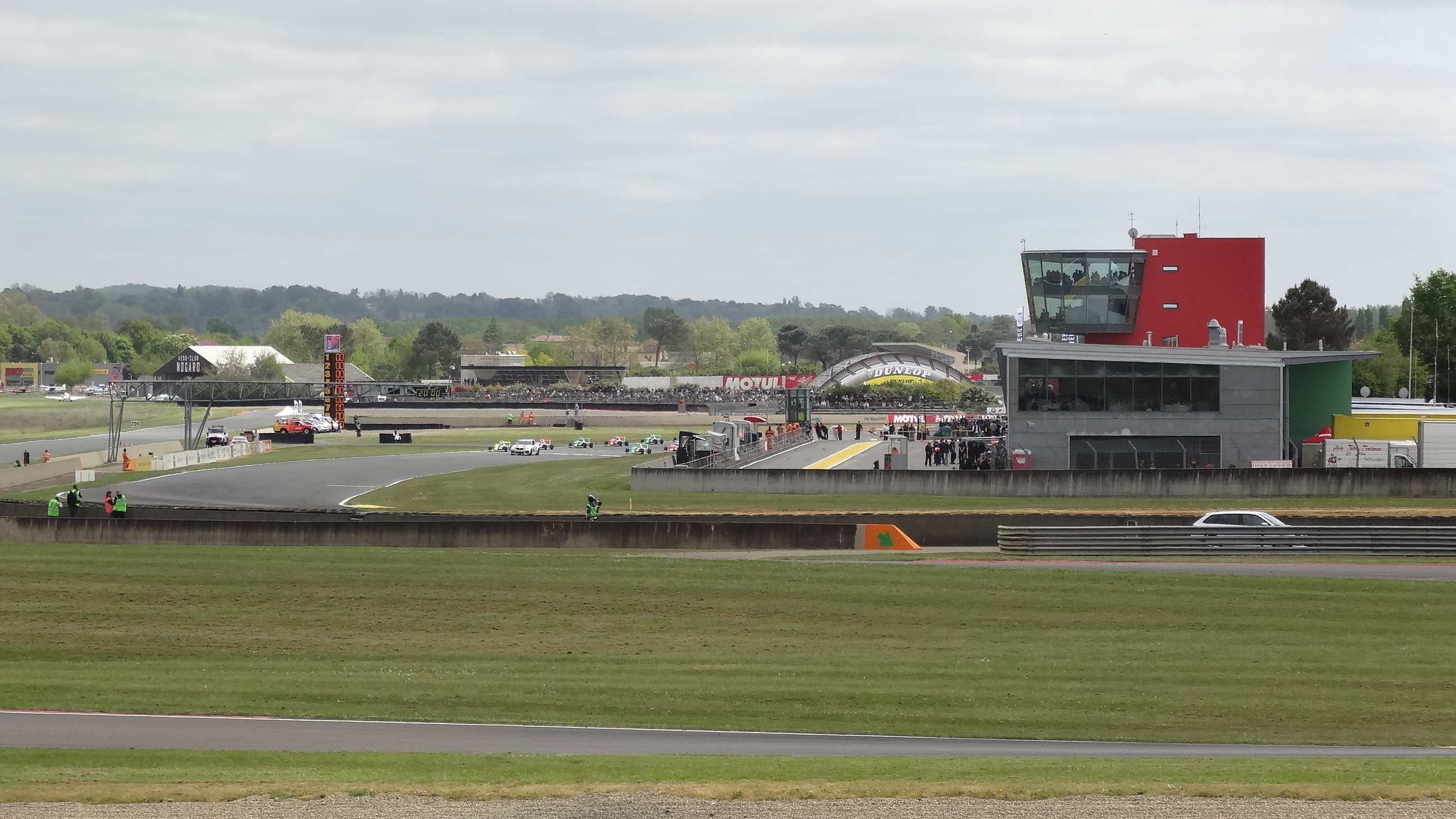
Start-Ziel Gerade mit neuer Boxengasse

Ursprünglich bestand nur ein 1752 Meter langer Rundkurs in U-Form, der heute noch den südöstlichen Bereich der Strecke bildet. Zweimal, 1973 und 1989, wurde die Piste erweitert, sodass sie heute 3636 Meter lang ist. Benannt ist der Kurs nach dem in Nogaro geborenen Autorennfahrer Paul Armagnac, der in den 1950er und 1960er Jahren als Sportwagenfahrer bekannt war. 
Fünfmal wurde in Nogaro der französische Motorrad-Grand-Prix ausgefahren. Das erste Rennen fand 1978 statt, das letzte 1982. Viermal, von 1990 bis 1993, trug auch die Internationale Formel-3000-Meisterschaft Meisterschaftsläufe auf der Rennstrecke aus. Bei der Tour de France für Automobile fanden über die Jahre viele Wertungsprüfungen als Rundstreckenrennen am Circuit Paul Armagnac statt.  
Seit Beginn der 2000er Jahre werden auf dem Kurs in erster Linie Meisterschaftsläufe unterschiedlicher französischer Rennserien ausgefahren. Außerdem dient die Bahn als Teststrecke. Die Bemühungen der Streckenbetreiber, wieder eine internationale Serie nach Nogaro zu bringen, waren 2008 von Erfolg gekrönt, als die FIA-GT-Meisterschaft einen Meisterschaftslauf austrug.
Aktuell starten die FFSA-GT-Meisterschaft, die Französische Formel-4-Meisterschaft und der Alpine Elf Europa-Cup. Daneben werden auch Motorrad-Veranstaltungen ausgefahren. 

### Radsport
Im Jahr 2023 ging die 4. Etappe der Tour de France auf dem Circuit Paul Armagnac zu Ende. Die zweite Hälfte der Strecke wurde auf den letzten Kilometern gegen die eigentliche Fahrtrichtung absolviert.